# Lepturges complanatus
Lepturges complanatus es una especie de escarabajo longicornio del género Lepturges, categorizada en la tribu Acanthocinini, de la subfamilia Lamiinae. Fue descrita por Bates en 1863.

## Descripción
Mide 4,8-7,42 mm de longitud.

## Distribución
Se distribuye por Bolivia, Brasil, Guayana Francesa y Perú.